# Продуктивность (лингвистика)
Продукти́вность в языкознании — пригодность морфемы, словообразовательной или словоизменительной модели для образования новых слов и словоформ. Морфемы с высокой продуктивностью называются продуктивными, с низкой — непродуктивными. Продуктивность характеризует частотность появления морфемы в неологизмах.
Во многих словах непродуктивные морфемы срослись с корнем; большинство из них присутствуют лишь в одном слове. Примеры продуктивных суффиксов — рус. -ость, англ. -ness, -able.
Иногда продуктивность морфемы в тот или иной период истории языка определяют через общее количество используемых в этот период слов данного языка (а не только неологизмов), содержащих исследуемую морфему.

## Эмпирическая и системная продуктивность
М. Докулил предложил различать эмпирическую и системную продуктивность. Эмпирическая продуктивность связана с количеством новых слов, производимых по данной модели в данную эпоху, системная — с внутриязыковыми ограничениями на производство слов по данной модели. Эти два понятия не эквивалентны: модель может давать немногочисленные новообразования, но если она не имеет синонимичных ей (и потому конкурирующих с ней) моделей, то её системная продуктивность считается высокой.

## Примеры непродуктивных морфем врусском языке

### Приставки
- па- — паводок, пасынок, падчерица, память, палуба, пагубный, пасека, патока;
- су- — суглинок, супесь, сукровица, сумерки, сутолока, супруг, сустав, сумятица, сумрак;
- ю- — юродивый, юдоль;
- ко- — закоулок.

### Суффиксы
- -с-(а) — плакса[3];
- -тух- — пастух, петух;
- -ырь- — поводырь, пустырь, пастырь, богатырь;
- -изн- — желтизна, белизна, голубизна, укоризна, дешевизна, дороговизна;
- -ень- — бивень, ливень, слизень;
- -знь- — жизнь, болезнь, боязнь, казнь;
- -тяй- — слюнтяй, лентяй;
- -л- — мыло, крыло, шило, рыло, светило, писало (палочка для письма в Древней Руси);
- -ёс- — белёсый;
- -уз- — француз.